# Otto Wagner

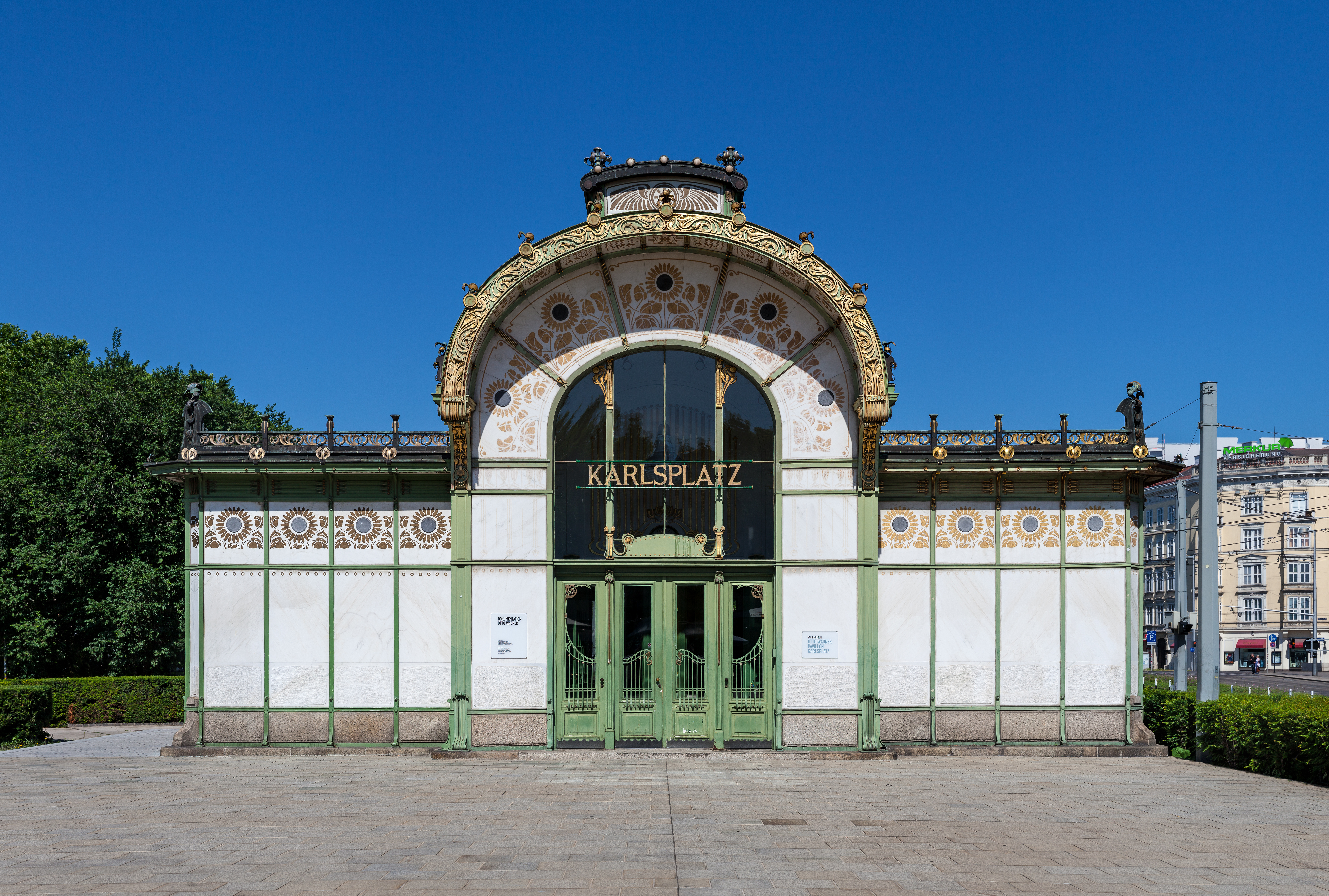
Az egyik Otto Wagner által tervezett Stadtbahnállomás

Otto Wagner, teljes nevén: Otto Koloman Wagner (Penzing, 1841. július 13. – Bécs, 1918. április 11.) osztrák építész, a századforduló bécsi akadémikus építőművészetnek egyik kiemelkedő jelentőségű bírálója és megújítója, a szecesszió mestere, és a modern építészet előfutára. A Loos, Hoffmann, Olbrich nevével fémjelzett bécsi iskola vezető egyénisége. Érdekesség, hogy számos külföldi épülete mellett a budapesti Rumbach utcai zsinagógát is ő tervezte.

## Életpályája

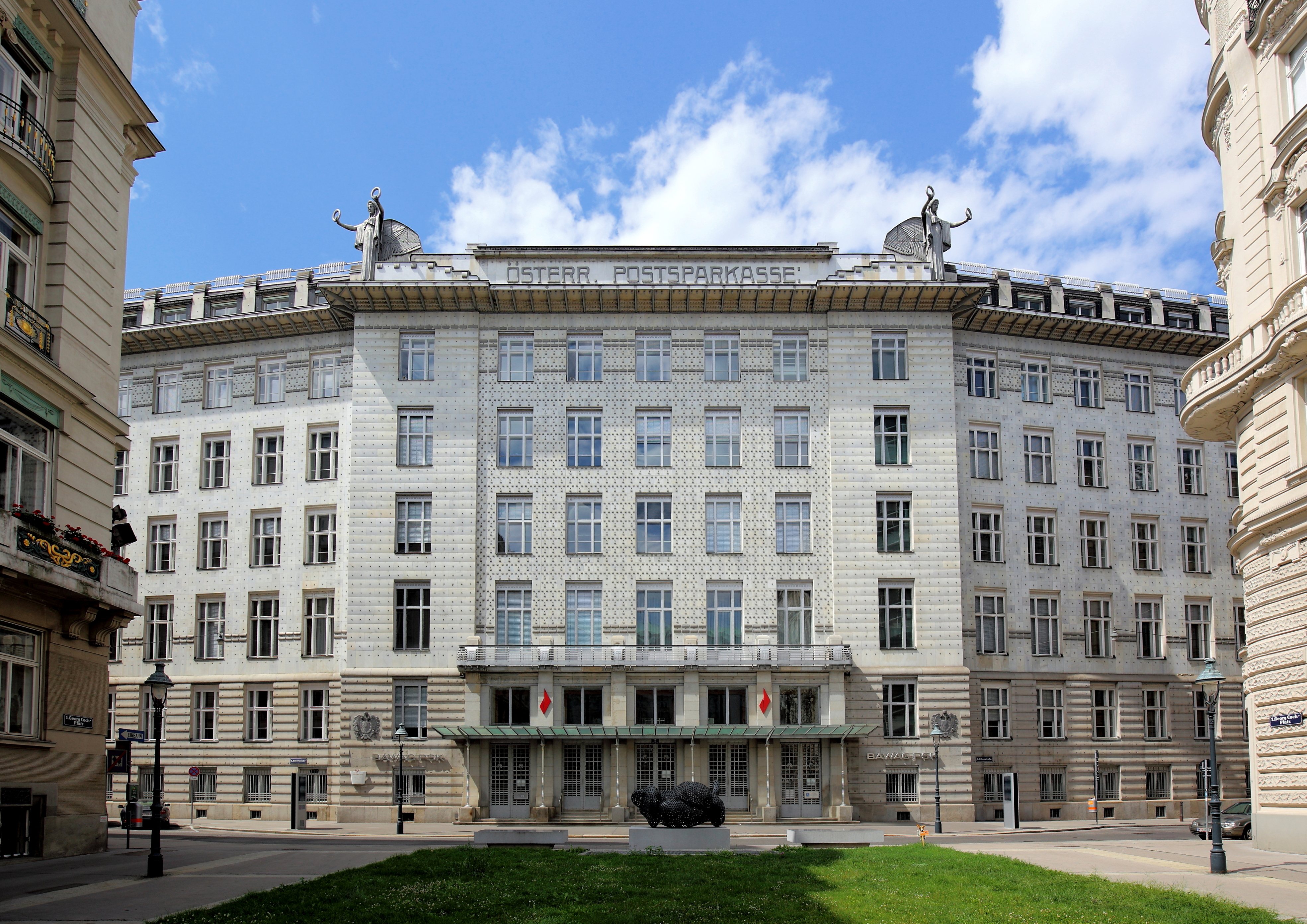
Az Osztrák Postatakarékpénztár épülete (1903-1907)

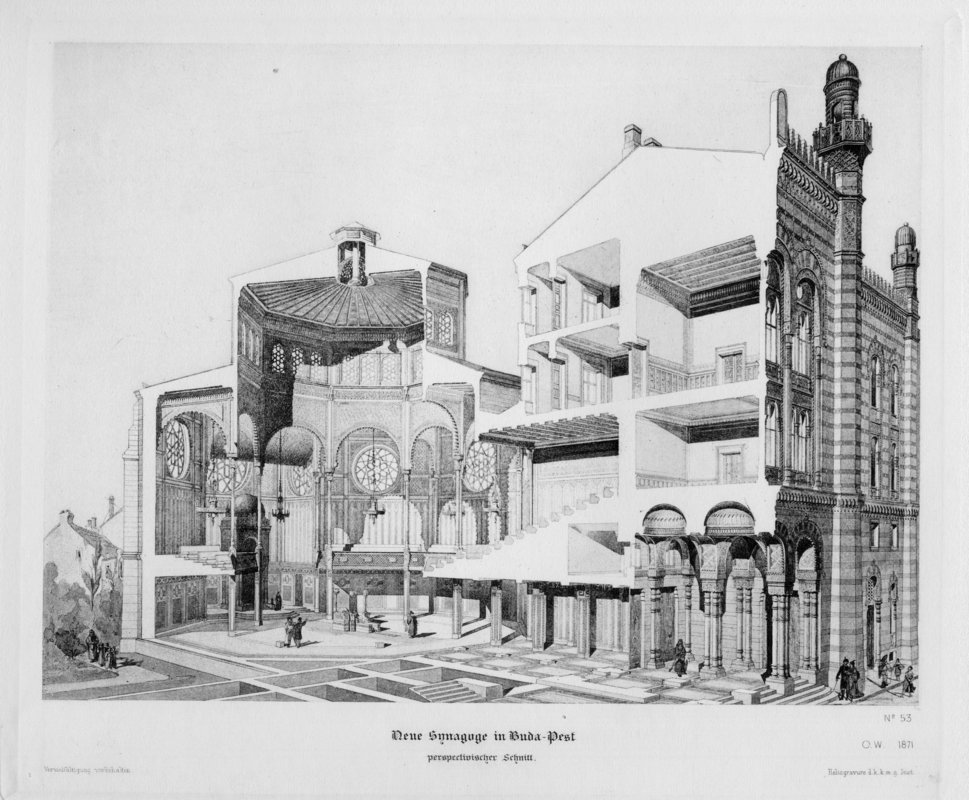
A budapesti Rumbach Sebestyén utcai Zsinagóga tervrajza

Tanulmányait a bécsi Polytechnikumban, a berlini Építészeti Akadémián és a bécsi Képzőművészeti Akadémián végezte.
Építészeti tevékenységének első három évtizedében – mintegy 1894-ig – a kor ízlésének megfelelően a historizmus és eklektika díszítőelemeit felhasználva tervezett, épített. Carl von Hasenauer utódaként kinevezték a bécsi Képzőművészeti Akadémia tanárává. Szinte egyidejűleg Bécs város nagyszabású közlekedési- és vízépítési munkáinak építészeti tervezésével is megbízták: az egész Bécset áthálózó Stadtbahn (városi vasút) állomásépületei és a városképben mutatkozó támfalai új formavilággal ismertették meg a már megszokott eklektikát kedvelő várost. Ennek kapcsán – építőművészként – legnagyobb érdeme az volt, hogy kész alkotásaival demonstrálva lépett fel a bécsi eklektikával (historizmussal) szemben.
Nem sokkal az után, hogy a kultuszminisztérium művészeti bizottságának és tanácsának tagjává nevezték ki – megbízói számára meglepetésként – csatlakozott a bécsi szecesszióhoz.
Ezután, valószínűleg tanítványai – nevezetesen Olbrich hatása alatt – a Jugendstil szellemében alkotott. 1899-től a Wiener Sezession egyik vezető egyéniségévé vált, kiállításaikon iparművészeti alkotásokkal (bútorokkal, textilekkel, kerámiákkal, üvegtárgyakkal stb.) rendszeresen szerepelt, amelyek jelentős hatással voltak az osztrák iparművészet szecessziós stílusának alakulására.
A századfordulón épülő bécsi bérházai (Wienzeile 38. és 40., Köstlergasse 3., 1898) a bécsi szecesszió karakteres példái. Több bécsi és budapesti bérházat is tervezett.
Intenzív építészi tevékenysége során építészete fokozatosan tisztult. Életművének ekkor keletkezett jelentősebb alkotásaival azonban továbbra is meg-meg botránkoztatta a bécsieket. Ezért több értékes tervének megvalósulását elgáncsolták (Műv. Lex.716.).
1900 utáni megbízatásai közül jelentőségben különösen a steinhofi elmegyógyintézet monumentális temploma (1903-1907) és a bécsi Osztrák Postatakarékpénztár épülete (1903-1906) emelkedik ki. (Ez utóbbit – szegecselt alumínium-acél-üveg-márvány burkolatával, mesteri térkezelésével és logikus, gyakorlatias formáival – a huszadik századi építészet egyik kiemelkedő alkotásának, a modern építészet előfutárának tekintjük).
Bécs-ottakringeni szanatóriuma (1908-1909) és Döblergasse 4. sz. alatti bérháza már a modern építészethez való áttörést mutatják. Utolsó alkotásainál a dísztelen homlokzatképzésig jutott el, de az eklektika néhány bélyegét – szimmetria, monumentalitás – azonban sohasem tudta levetni. Épületein kívül ezt városrendezési elveinek illusztrációi (Bécs, XXII. kerület eszmei terve 1910-1911) és szinte minden fennmaradt vázlata és terve is tükrözi.

## Jelentősége
Kiváló építészeti és művészeti érzékéről épületeinek arányos kompozíciója, gazdag, ízléses és divatos dekorációja (ornamentikája), tiszta alaprajzi kialakítása és térformálása ugyanúgy tanúskodik, mint rajzainak grafikája. A századfordulón megjelenő építőművészeti átalakulás ezen meghatározó korszakában élő és tanuló egész építésznemzedék tekintette tanítómesterének. 
Legnagyobb hatású építészetelméleti könyve a "Moderne Architektur" (Modern építészet, 1896) volt. Ennek kulcsgondolata az, hogy „az építészetnek új formákat kell létrehoznia a társadalmi igények és a műszaki-mérnöki fejlődés eredményeinek figyelembe vételével”. A fölösleges díszítések alkalmazását helytelenítette.
Tankönyvnek szánt építészelméleti munkájában ("Baukunst unserer Zeit") az építőművészet megújhodásának szükségességét, a modern élethez való idomítását hirdette. A könyv zárszavában így összegezte tanácsait: 
- 1. Az épület rendeltetését pontosan fel kell mérni, és a legkisebb részletig meg kell oldani.
- 2. Gondosan kell kiválasztani az építőanyagot.
- 3. Egyszerű és gazdaságos szerkezetet kell választani és csakis e három szempont mérlegelése után
- (4.) e feltételekből fakadó formához kell érkezni: amely „magától folyik a tollba és mindig könnyen érthető marad". Ezek a megállapításai szinte beilleszkednek a későbbi Bauhaus célkitűzéseibe is).

## Szakirodalmi munkássága
- Einige Skizzen. Projekte und ausgeführte Bauwerke, I-IV. Wien 1889-1922
- Moderne Architektur. Wien 1896
- és ennek 4. kiad.: Die Baukunst unserer Zeit. Wien, 1914
- Die Grossstadt Wien, 1911
- Írások, tervek, épületek; szerk., tan., ford. Kerékgyártó Béla; Terc, Budapest, 2012